# Пітулаць
Пітулаць, Пітулаці (рум. Pitulați) — село у повіті Бреїла в Румунії. Входить до складу комуни Скорцару-Ноу.
Село розташоване на відстані 156 км на північний схід від Бухареста, 27 км на захід від Бреїли, 33 км на захід від Галаца.

## Населення
За даними перепису населення 2002 року у селі проживали 373 особи, усі — румуни. Усі жителі села рідною мовою назвали румунську.